# Diplonevra rivosecchii
Diplonevra rivosecchii är en tvåvingeart som beskrevs av Gori 1999. Diplonevra rivosecchii ingår i släktet Diplonevra och familjen puckelflugor.
Artens utbredningsområde är Italien. Inga underarter finns listade i Catalogue of Life.